# Tavoletta d'argilla

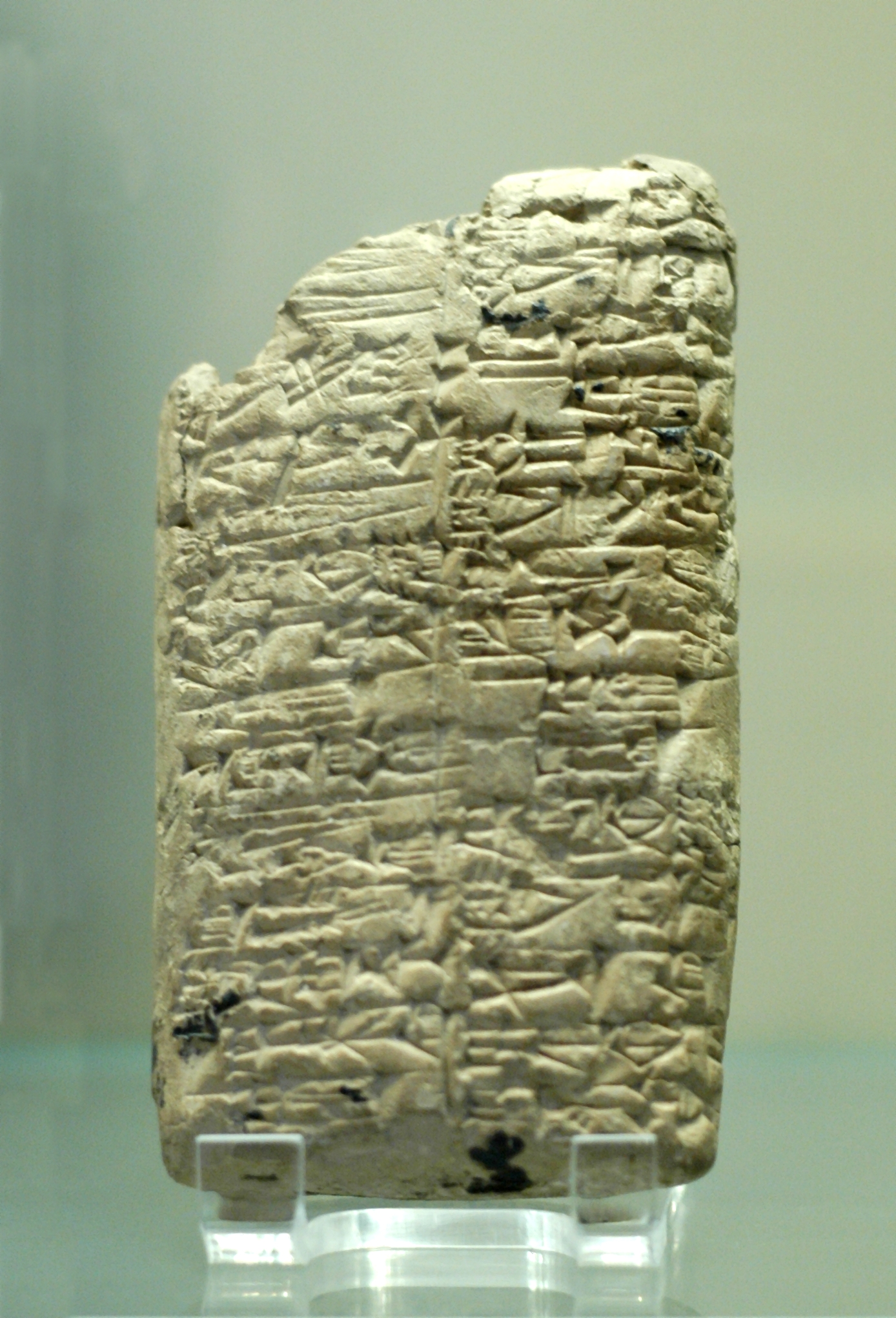
Lista delle vittorie di Rimush, Re di Akkad, sopra Abalgamash, re di Marhashi e sopra le città elamite. Tavoletta d'argilla, copia di un'iscrizione monumentale, circa 2270 a.C. (si veda Stele di Manishtushu)

Nel Vicino Oriente Antico, la tavoletta d'argilla (in accadico ṭuppu(m)) era il tipico supporto per la scrittura, specialmente per la scrittura cuneiforme (inizialmente logografica e successivamente logo-sillabica), in uso a partire dal Calcolitico (Periodo di Uruk), poi lungo tutta l'Età del Bronzo e fino a gran parte dell'Età del Ferro.

## Scrittura cuneiforme
I caratteri cuneiformi erano tracciati su una tavoletta di argilla umida con uno stilo spesso realizzato con canna (calamo).
Una volta completato il testo, molte tavolette erano essiccate al sole o all'aria, rimanendo fragili.
In seguito, queste tavolette non cotte potevano essere spappolate in acqua e riciclate in nuove tavolette pulite.
Altre tavolette, una volta scritte, erano cotte in forni (o, senza volerlo, erano cotte dal fuoco quando gli edifici che le conservavano bruciavano per cause accidentali o a causa di conflitti), rendendole dure e durevoli.
Le raccolte di questi documenti di argilla costituivano i primi archivi.
Essi erano alla base delle prime biblioteche.
Nel Medio Oriente, sono state ritrovate decine di migliaia di tavolette scritte, molte delle quali in frammenti.

## Civiltà minoica e micenea
Nelle civiltà minoica e micenea la scrittura era utilizzata esclusivamente a fini contabili.
Tavolette che servivano come etichette, con impresso sul retro il fianco di un cesto di vimini, e tavolette che riportavano totali annuali indicano un sistema contabile molto sofisticato. In questa regione culturale, le tavolette non furono mai cotte deliberatamente. Infatti, al termine di ogni anno, l'argilla era riciclata. Comunque alcune tavolette si sono cotte a seguito di incendi incontrollati negli edifici dove erano conservate. Le rimanenti tavolette sono tuttora costituite da argilla non cotta, cosicché sono estremamente fragili.

## Proto-scrittura
Le tavolette di Tărtăria, ritenute appartenere alla cultura di Vinča, potrebbero essere ben più antiche, siccome sono state datate per via indiretta: ossa trovate vicino alle tavolette sono state datate mediante radiocarbonio a prima del 4000 a.C., probabilmente addirittura verso il 5500 a.C.; la loro interpretazione resta comunque controversa, per cui non è certo che si tratti della prima forma di scrittura. Esse non possono essere direttamente datate mediante radiocarbonio poiché esse furono cotte in una fornace e le proprietà del carbonio di conseguenza furono modificate.